# إدوارد جورج هاني
إدوارد جورج هاني (بالإنجليزية: Edward George Honey)‏ هو صحفي أسترالي، ولد في 18 سبتمبر 1885 في Elsternwick, Victoria ‏ في أستراليا، وتوفي في 25 أغسطس 1922 في نورثوود ‏ في المملكة المتحدة.